# بامبي جونز
بامبي جونز (بالإنجليزية: Bambi Jones)‏ هي مؤلفة أمريكية، ولدت في 1931م في هوليوك في الولايات المتحدة.

## وصلات خارجية
- الموقع الرسمي